# José Andrés Martínez
José Andrés Martínez Torres (Maracaibo, 7 de agosto de 1994) é um futebolista venezuelano que atua como volante. Atualmente joga pelo Corinthians.

## Carreira

### Zulia FC
Após duas temporadas no Deportivo JBL del Zulia, Martínez assinou com o Zulia FC antes do torneio Apertura em dezembro de 2017. Pelo Zulia, ele conquistou o título da Copa Venezuela 2018, e fez uma campanha histórica na Copa Sul-Americana, avançando para as quartas de final.

### Philadelphia Union
Em dezembro de 2019, Martínez assinou um contrato de dois anos com o Philadelphia Union, que compete na Major League Soccer, por um valor de transferência estimada em cerca de 325.000 de dólares. Martínez fez sua estreia como titular em um empate por 3-3 com o Los Angeles FC. Na temporada de 2020, foi elogiado por sua qualidade de jogo como um dos melhores volantes da MLS. Sua primeira temporada na MLS terminou com 14 partidas na temporada regular, contribuindo com duas assistências e resultando no primeiro troféu do Union, o Supporters' Shield 2020.
Em janeiro de 2021, Martinez assinou um novo contrato com o Union até a temporada de 2022, com opções para as temporadas de 2023 e 2024. Em 21 de junho de 2023, marcou um gol que foi indicado ao prêmio de Gol do Ano da MLS. Em 17 de agosto de 2024, em sua última partida, se despediu do clube norte-americano rumo ao Brasil.

### Corinthians
Em 26 de agosto de 2024, foi anunciado pelo Corinthians com contrato até o final de 2027. Fez a sua estreia com a camisa do Corinthians no dia 29 de agosto de 2024, na derrota por 2-1 contra o Juventude, no Estádio Alfredo Jaconi, pelo jogo de ida das quartas de finais da Copa do Brasil 2024. Após quatro partidas jogadas, o jogador finalmente foi apresentado em entrevista coletiva no dia 19 de setembro de 2024, no CT Joaquim Grava.
Em 26 de janeiro de 2025, marcou seu primeiro gol com a camisa do Corinthians, na derrota por 3-1 contra o São Paulo, no Estádio Morumbis, pelo Campeonato Paulista 2025. Em 19 de fevereiro de 2025, fez a sua estreia na Copa Libertadores da América, no empate por 1-1 contra o Universidad Central, pela Fase 2 Preliminar, no Estádio Olímpico. Em 27 de março de 2025, sagrou-se campeão do Campeonato Paulista 2025 após o empate contra o Palmeiras por 0x0, porém o jogo de ida o Corinthians venceu por 1-0.

## Seleção venezuelana
Martinez recebeu sua primeira convocação oficial para a seleção venezuelana em outubro de 2020. Ele representou a seleção venezuelana na derrota por 3-1 para a Bolívia nas eliminatórias da Copa do Mundo da FIFA de 2022, em 3 de junho de 2021. Em 10 de junho de 2021, foi convocado para a Copa América 2021. Em 23 de maio de 2024, foi convocado para a Copa América 2024. Em 26 de agosto de 2024, foi convocado para as partidas contra Bolívia e Uruguai, pelas Eliminatórias da Copa do Mundo FIFA 2026.
Em 10 de março de 2025, foi convocado para os jogos das Eliminatórias da Copa do Mundo FIFA 2026 contra Equador e Peru.

## Estatísticas

### Clubes
Atualizadas até 11 de agosto de 2025.
| Clube              | Temporada         | Campeonato nacional | Campeonato nacional | Campeonato nacional | Copa nacional[a] | Copa nacional[a] | Copa nacional[a] | Competições continentais[b] | Competições continentais[b] | Competições continentais[b] | Outros torneios[c] | Outros torneios[c] | Outros torneios[c] | Total | Total | Total   |
| Clube              | Temporada         | Jogos               | Gols                | Assist.             | Jogos            | Gols             | Assist.          | Jogos                       | Gols                        | Assist.                     | Jogos              | Gols               | Assist.            | Jogos | Gols  | Assist. |
| ------------------ | ----------------- | ------------------- | ------------------- | ------------------- | ---------------- | ---------------- | ---------------- | --------------------------- | --------------------------- | --------------------------- | ------------------ | ------------------ | ------------------ | ----- | ----- | ------- |
| Deportivo JBL      | 2016              | 32                  | 2                   | 2                   | —                | —                | —                | —                           | —                           | —                           | —                  | —                  | —                  | 32    | 2     | 2       |
| Deportivo JBL      | 2017              | 28                  | 1                   | 1                   | —                | —                | —                | —                           | —                           | —                           | —                  | —                  | —                  | 28    | 1     | 1       |
| Deportivo JBL      | Total             | 60                  | 3                   | 3                   | —                | —                | —                | —                           | —                           | —                           | —                  | —                  | —                  | 60    | 3     | 3       |
| Zulia              | 2018              | 27                  | 1                   | 0                   | —                | —                | —                | —                           | —                           | —                           | —                  | —                  | —                  | 27    | 1     | 0       |
| Zulia              | 2019              | 32                  | 1                   | 3                   | —                | —                | —                | 8                           | 0                           | 1                           | —                  | —                  | —                  | 40    | 1     | 4       |
| Zulia              | Total             | 59                  | 1                   | 3                   | —                | —                | —                | 8                           | 0                           | 1                           | —                  | —                  | —                  | 67    | 2     | 4       |
| Philadelphia Union | 2020              | 18                  | 0                   | 2                   | —                | —                | —                | —                           | —                           | —                           | —                  | —                  | —                  | 18    | 0     | 2       |
| Philadelphia Union | 2021              | 27                  | 0                   | 2                   | —                | —                | —                | 5                           | 0                           | 0                           | —                  | —                  | —                  | 32    | 0     | 2       |
| Philadelphia Union | 2022              | 33                  | 0                   | 3                   | 1                | 0                | 1                | —                           | —                           | —                           | —                  | —                  | —                  | 34    | 0     | 4       |
| Philadelphia Union | 2023              | 27                  | 3                   | 1                   | 7                | 0                | 0                | 5                           | 0                           | 0                           | —                  | —                  | —                  | 39    | 3     | 1       |
| Philadelphia Union | 2024              | 16                  | 0                   | 1                   | 5                | 0                | 0                | 4                           | 0                           | 0                           | —                  | —                  | —                  | 25    | 0     | 1       |
| Philadelphia Union | Total             | 121                 | 3                   | 9                   | 13               | 0                | 1                | 14                          | 1                           | 0                           | —                  | —                  | —                  | 148   | 3     | 10      |
| Corinthians        | 2024              | 11                  | 0                   | 0                   | 3                | 0                | 0                | 4                           | 0                           | 0                           | —                  | —                  | —                  | 18    | 0     | 0       |
| Corinthians        | 2025              | 13                  | 0                   | 1                   | 4                | 0                | 0                | 9                           | 0                           | 0                           | 11                 | 1                  | 1                  | 37    | 1     | 2       |
| Corinthians        | Total             | 24                  | 0                   | 1                   | 7                | 0                | 0                | 13                          | 0                           | 0                           | 11                 | 1                  | 1                  | 55    | 1     | 2       |
| Total na carreira  | Total na carreira | 264                 | 7                   | 16                  | 20               | 0                | 1                | 35                          | 1                           | 1                           | 11                 | 1                  | 1                  | 330   | 9     | 19      |

- a. ^ Jogos da Copa dos Estados Unidos, Copa das Ligas, e Copa do Brasil
- b. ^ Jogos da Copa Sul-Americana, Liga dos Campeões da CONCAF e Copa Libertadores da América
- c. ^ Jogos do Campeonato Paulista

### Seleção Venezuelana
Atualizadas até 19 de novembro de 2024.
Seleção principal
| Ano               | Copa América | Copa América | Copa América | Qualificação Mundial | Qualificação Mundial | Qualificação Mundial | Amistosos | Amistosos | Amistosos | Total | Total | Total   |
| Ano               | Jogos        | Gols         | Assist.      | Jogos                | Gols                 | Assist.              | Jogos     | Gols      | Assist.   | Jogos | Gols  | Assist. |
| ----------------- | ------------ | ------------ | ------------ | -------------------- | -------------------- | -------------------- | --------- | --------- | --------- | ----- | ----- | ------- |
| 2020              | —            | —            | —            | 1                    | 0                    | 0                    | —         | —         | —         | 1     | 0     | 0       |
| 2021              | 4            | 0            | 1            | 7                    | 0                    | 0                    | —         | —         | —         | 11    | 0     | 1       |
| 2022              | —            | —            | —            | 4                    | 0                    | 0                    | 4         | 0         | 1         | 8     | 1     | 1       |
| 2023              | —            | —            | —            | 4                    | 0                    | 1                    | 3         | 0         | 1         | 7     | 0     | 2       |
| 2024              | 4            | 0            | 0            | 5                    | 0                    | 0                    | 1         | 0         | 0         | 5     | 0     | 0       |
| Total na carreira | 8            | 0            | 1            | 21                   | 0                    | 1                    | 8         | 0         | 1         | 37    | 1     | 4       |

## Títulos
Zulia FC
- Copa Venezuela: 2018[carece de fontes?]

Philadelphia Union
- Supporters' Shield: 2020[carece de fontes?]

Corinthians
- Campeonato Paulista: 2025[carece de fontes?]

Individuais
- MLS All-Star: 2023[29]